# Проксемика
Проксе́мика (от англ. proximity — близость) — область социальной психологии и семиотики, занимающаяся изучением пространственной и временной знаковой системы общения.
Выступая в качестве особой знаковой системы, пространство и время организации процесса общения несут смысловую нагрузку, являясь компонентами коммуникативной ситуации.
Проксемика изучает расстояние между коммуникаторами, которое несет информацию о характере общения между ними, об их эмоциональном состоянии и о социально-культурных особенностях коммуникации.

## Теория проксемики
Антрополог Эдвард Холл (Edward T. Hall) в 1950-х годах, исследуя личностное пространство человека в его повседневном поведении, обозначал этим термином «анализ того, как человек осуществляет спонтанное структурирование микропространства — межсубъектное пространство, организация пространства в своем жилище, планировка городской среды». Он пришёл к новому пониманию взаимоотношений между людьми. Каждый человек имеет определённую территорию, считаемую им личной. Расстояние при общении зависит от многих факторов (происхождение, культура, личные предпочтения). При слишком малом или большом расстоянии люди могут испытывать неловкость и дискомфорт.
Холл выделял четыре межсубъектные зоны, каждая из которых делится на близкую и дальнюю:
- интимная (0-0,5 м) — характерна для общения между родственниками и близкими людьми[2].

Интимная зона делится на две фазы: близкую и дальнюю. Фаза близости — это фаза сближения, подразумевающая полное слияние, когда преобладает тактильное восприятие. Дальняя фаза интимной зоны предполагает расстояние до 45 см. Для некоторых культур такое расстояние равно расстоянию конфиденциальности (в арабских странах).
Вторжение в интимную зону воспринимается болезненно при условии, что сам человек не желает подобного вторжения или не контролирует его.
Зоны интимной дистанции различаются в зависимости от культуры. В Западной Европе расстояние составляет 60 см, в Восточной — 45 см, в странах Средиземноморья — от кончиков пальца до локтя.
- персональная (личностная) (0,5 м-1,2 м) — это расстояние, в пределах которого говорящий предпочитает общаться с другими людьми в рабочей обстановке, на вечеринках
- социальная (social) (1,2 м-3,65 м) — представляет собой дистанцию для общественных контактов формального характера, например, с незнакомыми людьми, на деловых встречах[2]. Социальная зона предполагает взаимодействие с малой группой — примерно от семи до пятнадцати человек[3].
- общественная (публичная, public) (3,65 м и более) — это расстояние между собеседниками, превышающее зону, зарезервированную для общественных контактов[2].

Размеры личностного пространства, вторжение в которое других людей нами не допускается, как показали исследования Холла, культурно детерминированы и для людей различных культур (национальностей) различаются. Восточные культуры допускают меньшее расстояние при общении, нежели западные.
Повышение социальной активности, как правило, сопровождается уменьшением физического расстояния и взаимной ориентацией в пространстве.
В рамках проксемики ученые занимаются проблемами:
- влияния дистанции между собеседниками на межличностное общение; межкультурных различий проксемного поведения коммуникантов;
- экологии малых групп, изучающей проксемное поведение людей в формальных и неформальных ситуациях;
- влияния плотности населения и толпы на психическое здоровье человека (density and crowding);
- использования правил пространственной организации в виртуальном мире[1].

## Формы отношения к пространству
Выделяют четыре формы отношения человека к пространству:
- персональное пространство;
- индивидуальная дистанция;
- территориальность;
- персонализация среды[5].

### Персональное пространство
Согласно концепции Э. Холла, персональное пространство человека — это личное пространство, непосредственно окружающее человека. Неосознанно человек относится к персональному пространству как к собственному «я». Вторжение в персональное пространство воспринимается как посягательство на личную свободу.

### Индивидуальная дистанция
Индивидуальная дистанция — расстояние, воспринимающееся человеком как оптимальное для взаимодействия с другими людьми.

### Территориальность
Э. Холл ввел термин «территориальность» как систему проксемного поведения человека, включающую в себя закрепление за индивидом определенного пространства. Если личное пространство — это пространство, непосредственно окружающее человека, то в «территориальности» выражено стремление человека воспринимать определенную часть пространства, как принадлежащую только ему. Например, занимаясь регулярно в одной аудитории, студенты садятся на прежние места. У каждого в семье свое место за обеденным столом, на диване и так далее.
Установленные в обществе правила территориального поведения людей могут быть негласными, или этическими (например, допустимо временно нарушать границы личного пространства в общественном транспорте), и закрепленными в законодательстве (например, вторжение в частную собственность в некоторых странах является уголовно наказуемым).

### Персонализация среды
Это процесс создания территории, границы которой указывают на принадлежность конкретному лицу и понятны окружающим. Примером служит расстановка личных вещей на столе.

## Критика
Эм Гриффин в книге «Первый взгляд на теорию коммуникации» отмечает, что критики теории Холла предъявляют к ней следующие обвинения: разнообразные обобщения, которые при дальнейших исследованиях весьма условны (деление мира на контактных и неконтактных людей), культурные стереотипы (арабы не имеют чувства частной зоны вне своих тел), необоснованные утверждения (влияние одного тела на другое обратно пропорционально квадрату расстояния, разделяющего их), концептуальная неразбериха (расплывчатая смесь культурного и биологического детерминизма).
Книга Холла полна примеров «уродливых американцев», которые бесчувственно относятся к обычаям других культур, касающихся пространства. Чтобы эффективно взаимодействовать, Холл настойчиво рекомендует учиться адаптировать наше вербальное поведение под коммуникативные правила нашего партнера. Нельзя пересекать границу дистанции без приглашения.
В своей модели теории нарушения ожиданий Джуди Бергун предложила контраргумент Холлу. Существуют ситуации, в которых лучше всего нарушить правила. При определенных обстоятельствах нарушение социальных норм и личных ожиданий «лучшая стратегия, чем подчинение».
Нарушение чьего-то личного пространства, например, нарушает ожидания принимающей стороны, которая «будет восприниматься как позитивная или отрицательная в зависимости от симпатии между двумя людьми».
Бергун предполагает, что невербальное поведение тщательно продумано, чтобы соответствовать правилам общения своего партнера, в то время как нарушение определенных социальных норм и индивидуальных ожиданий может быть «высшей стратегией соответствия».
Холл провел мало исследований для своей проксемической теории: беседы с чернокожими, испаноязычными работниками дали результаты, больше связанные с визуальным контактом, нежели с межличностным расстоянием. Эту теорию равновесия развил английский психолог Майкл Аргайл в 1965 году в работе «Визуальный контакт, расстояние и связь». Независимо от соотношения «смотрим-избегаем», теория предполагает, что человек будет корректировать свои невербальные действия, чтобы сохранить степень близости. Аргайл утверждает, что расстояние и глазной (визуальный) контакт используются для уравновешивания друг друга в попытке подсознательно сохранить статус-кво.
Если сама проксемическая теория Холла считается мало проработанной, то ее влияние на последующие исследования велико, и терминология активно используется.

## Культурные различия
Исследования коммуникационной проксемики, проведенные в семи странах Европы, показали, что для личного общения англичане используют больше пространства, чем французы и итальянцы. Французы и итальянцы используют больше личного пространства, чем ирландцы и шотландцы, а армяне и грузины при общении располагаются ближе, чем эстонцы.
Тесный контакт предпочитают представители регионов с теплым климатом, для регионов с холодным климатом характерно общение на дальнем расстоянии и минимум соприкосновений.
Согласно исследованиям 2017 года, в Румынии, Венгрии и Саудовской Аравии наиболее оптимальным расстоянием между незнакомцами было расстояние более 120 см, в то время как в Аргентине, Перу, Украине и Болгарии — менее 90 см.
При вторжении в личное пространство представители индивидуалистских культур реагируют агрессивнее и оказывают активное сопротивление в отличие от представителей коллективистских культур.
Незнание о пространственных границах может привести к сложностям в общении или же к межкультурному конфликту.
Например, всеобщее недоумение и негодование вызвали действия супруги Барака Обамы в Букингемском дворце на приеме королевы Елизаветы II в честь глав государств и правительств «большой двадцатки» в 2009 году. Мишель Обама положила руку на плечо Елизаветы II, тем самым, нарушив монарший протокол: никто не имеет права дотрагиваться до британского монарха, который, напротив, может прикоснуться к любому своему подданному или иностранцу. Королева сразу же отстранилась. История широко обсуждалась в СМИ и социальных сетях.

## Теория проксемики на практике
Теория проксемики используется при формировании стратегий подавления. Подобные стратегии основаны на сознательном вторжении в интимную зону человека, чтобы сломить его волю к сопротивлению. Успешнее всего вторжение в интимную зону и подавление воли проходит в том случае, если человек не может защититься. При этом, помимо физического, наносится и психологический вред. Пример: практика работы следователей на допросах с целью надавить на подозреваемого и «расколоть» его.

## Проксемика в кинематографе и поэзии
Проксемика является значимым элементом в кинематографе: во-первых, это расположение объектов и актеров в кадре, иными словами, мизансцена.
Во-вторых, теория проксемики применяется при расположении камеры: под каким углом и как близко камера находится по отношению к объекту.
В фильме «Антон тут рядом» расстояние между автором-оператором, снимающим картину, и главным персонажем, мальчиком-аутистом, уменьшается по мере развития их отношений. В конце автору приходится буквально войти в кадр и стать действующим лицом этой истории.
В стихотворении «Пролог: рождение архитектуры» из поэмы «О доме» 1965 год поэт Уистен Хью Оден отражает анализ теории Холла и предупреждает о последствиях нарушения его личного пространства:

Около тридцати дюймов от моего носа

проходит граница моей Персоны,

и всё пространство до неё —

частная собственность.

Незнакомец, если я своим соблазнительным взглядом

не маню побрататься,

остерегайся грубо пересекать её:

у меня нет ружья, но я могу плеваться.— Уистен Хью Оден. О доме (1965)